# Évolution de la multicellularité

Hypothèse des colonies multicellulaires de flagellés, proposée par Haeckel en 1874.

Les organismes multicellulaires sont les êtres vivants possédant plusieurs cellules, proches spatialement et interagissant fortement. Ils sont présents dans l'ensemble du monde vivant, et sont particulièrement nombreux chez les Eucaryotes (Végétaux, Métazoaires, etc.). L'apparition des premiers organismes multicellulaires date d'au moins 2,1 milliards d'années. Seules cinq lignées majeures auraient développé une multicellularité complexe qui est cependant apparue au moins 25 fois au cours de l'évolution, par des mécanismes différents, probablement en raison des avantages sélectifs qu'elle confère, comme la possibilité d'une augmentation de la taille de l'organisme ou d'une spécialisation des différentes cellules. La multicellularité entraîne cependant l'apparition de conflits génomiques et de lignées cellulaires égoïstes, telles que les tumeurs. Ces conflits peuvent se résoudre par l'apparition de mécanismes de prévention contre ces cellules tricheuses, ou encore par un retour à l'unicellularité.

## Multicellularité

### Définition
La multicellularité est définie comme étant la possession de plusieurs cellules chez un organisme vivant. Par contre, une coordination d’au moins une fonction est nécessaire pour qualifier un organisme de multicellulaire. Donc, par exemple, nous ne pouvons qualifier une colonie de bactéries comme étant multicellulaire, car il existe un manque de coordination entre cellules malgré une démonstration occasionnelle de croissance organisée.  De plus, chez les organismes multicellulaires, il existe une différenciation cellulaire dans le but d'assurer des tâches différentes.

### Organismes multicellulaires primitifs
La multicellularité est apparue de façon indépendante au moins 25 fois dont chez les procaryotes (chez les cyanobactéries, les myxobactéries, etc.). Par contre, la multicellularité complexe est seulement apparue dans six groupes eucaryotes : les animaux, les champignons, les algues brunes, rouges et vertes ainsi que chez les plantes. L’apparition de la première multicellularité, dont des fossiles datant de l’ère protérozoïque, peut être datée à environ 2.1 milliards d’années. Il s'agit d'un organisme en forme de tube d’environ 1 cm, considéré comme le premier organisme multicellulaire, même si on manque d’information pour le considérer de façon certaine comme un organisme multicellulaire. Certains scientifiques le considèrent comme étant soit une colonie de bactéries, soit la première algue eucaryote. Une étude approfondie et la découverte d’autres fossiles permettront de mieux comprendre cet organisme et de le classer avec certitude.

### Perte de la multicellularité
La multicellularité a pu disparaitre dans certains groupes comme les champignons.

## Classification de la multicellularité chez les organismes
La multicellularité, étant apparue plusieurs fois au cours de l’évolution de la vie, peut être classée selon trois aspects du phénotype cellulaire: le premier aspect est la date de l’apparition. Le second, le mécanisme par lequel la multicellularité est apparue. Enfin, il y a le niveau de complexité atteint par l’organisme multicellulaire.

### Histoire
Les organismes multicellulaires ont évolué au moins 25 fois à partir d'ancêtres unicellulaires au cours de la vie.
L'émergence d'une première vie multicellulaire complexe et organisée est attestée dans des roches précambriennes du Gabon datées de 2,1 milliards d'années (Gabonionta). Cette forme de vie, probablement favorisée par l'oxygénation paléoprotérozoïque de la biosphère terrestre consécutive à la Catastrophe de l'oxygène et par la fin de la Glaciation huronienne, semble néanmoins s'être éteinte sans avoir eu de descendance, peut-être en raison d'une euxinisation de son milieu.
La vie pluricellulaire mettra ensuite plus d'un milliard et demi d'années à réapparaître et prospérer de manière incontestable, avec l'Explosion cambrienne.

### Méthodes d'études

#### Biologie comparative
L’étude de l’apparition de la multicellularité s’est fait par deux méthodes. La première est la biologie comparative. C'est une approche multidisciplinaire visant à comprendre la diversité des organismes. Ceci est fait en étudiant la variation naturelle et la disparité des morphologies ainsi que certains mécanismes biologiques. Pour ce qui est des organismes multicellulaires, la biologie comparative compare les organismes multicellulaires et les organismes unicellulaires et détermine les différences majeures en termes de structure et de réactions biochimiques. Ainsi, en observant et notant ces différences majeures, les scientifiques sont capables de retirer de l’information concernant les changements qui ont mené à l’apparition de la multicellularité dans un monde dominé par les organismes unicellulaires.

#### Expérimentation
Deuxièmement, nous retrouvons l’étude par expérimentation. Ceci vise à reproduire les conditions primitives de la Terre. Son but est de déterminer ce qui a influencé, ce qui a catalysé la transition et de reproduire l’évènement dans le but de confirmer/comprendre l’apparition de la multicellularité.

## Différentes apparitions de la multicellularité

### Chez lesEubactéries
La multicellularité est apparue au moins trois fois de manières indépendantes chez les Eubactéries: chez les Myxobacteria, chez les Actinobacteria et chez les Cyanobacteria. La plupart des espèces de ces trois groupes possèdent au moins une phase de vie multicellulaire. Par ailleurs, certains auteurs considèrent qu'un grand nombre de colonies bactériennes peuvent être considérées comme multicellulaires, compte tenu de l'importance de la communication entre les différentes cellules et la coordination de leurs actions. Chez les Eubactéries, l’apparition de la multicellularité est considérée comme étant une réponse induite due à un stimulus environnemental. La date de l’apparition de la multicellularité peut être tracée à environ 900 millions d’années chez les myxobactéries (un groupe de bactéries vivant dans le sol, se nourrissant de substances organiques insolubles; aussi connues comme « slime bacteria »). Chez les cyanobactéries, l’apparition de la multicellularité date d'environ 2.5 - 2.1 milliards d’années. Les actinobactéries, un phylum de bactéries gram-positives terrestre et aquatique, l’apparition de la multicellularité est presque aussi vieille que chez les cyanobactéries. Même si nous observons une apparition de la multicellularité très tôt chez les Eubactéries (1+ milliards d’années), il est important à noter que chez certains groupes, tels les algues vertes de la famille des Volvocaceae, son apparition remonte à aussi peu que 500 millions d’années.

### Chez lesArchées
On trouve certaines espèces d'Archées, du genre Methanosarcina, formant des groupes de cellules se liant entre elles après la division. Ces espèces, anaérobies obligatoires, pourraient bénéficier de la multicellularité en protégeant les cellules les plus au centre d'un trop fort taux de dioxygène dans le milieu extérieur. Par contre, considérant le fait que la membrane de la plupart des archéobactéries ne possède pas d’organelles , qui sont typiques et utiles dans l’accomplissement de tâches plus complexes et spécialisées, l’apparition de la multicellularité est limitée aux espèces du genre methanosarcina. Aucune autre apparition d’organismes multicellulaires à partir d’archées ne peut être notée ou décelée à travers les études génétiques et évolutives en cours. Il faut quand même noter que même s'il n’y a eu qu’une apparition chez les archées, vu qu’ils sont le domaine le plus proche des eucaryotes, phylogénétiquement parlant, il est fort possible que plus loin à travers l’évolution, nous allons observer une autre divergence créant une nouvelle lignée d’organismes multicellulaires.

### Chez lesEucaryotes
La multicellularité est apparue de nombreuses fois de manières indépendantes chez les Eucaryotes. Si la multicellularité des Métazoaires semble monophylétique, ce n'est probablement pas le cas de celle des plantes ou des champignons. Ainsi, on trouve des organismes multicellulaires chez les Opisthokonta (Metazoa, certains Mycota et certains Choanomonada), chez les Amoebozoa, chez les Archaeplastida (Embryophytes, certains autres Chlorophyta et certains Rhodophyta), chez les Stramenopila (certains Oomycota, certains Phaeophyceae et de rares formes multicellulaires chez les Bacillariophyta), chez certains Excavata et chez les Alveolata (rares formes multicellulaires chez les Ciliophora). On ne retrouve pas de forme coloniale ou multicellulaire chez les Rhizaria et les Excavata.
Plusieurs théories sont proposées pour expliquer l'origine des métazoaires. La théorie symbiotique présume que des cellules indépendantes ont développé une relation symbiotique si étroite qu'elles ont perdu leur autonomie et ont dû se regrouper en amas cellulaires, s'agglutinant grâce à des protéines de type collagène. La théorie coloniale suggère que les métazoaires dérivent de colonies de Choanoflagellés. La théorie syncytiale ou plasmodiale fait dériver les métazoaires d'un protozoaire multinucléé qui devient pluricellulaire, en compartimentant sa masse par des cloisons formant autant de cellules qu'il y a de noyaux.

## Mécanismes évolutifs
Hypothèses et théories des mécanismes sous-jacents menant à la formation de la multicellularité :

### La théorie symbiotique
Cette théorie suggère que les premiers organismes multicellulaires sont apparus grâce à la symbiose de plusieurs organismes unicellulaires avec chacun un rôle spécifique différent. La symbiose est définie comme étant une interaction de longue durée entre deux organismes. Cette relation est habituellement positive. Au fil du temps, ces organismes sont devenus tellement dépendants l’un de l’autre qu’ils ne pourraient point survivre individuellement, menant ainsi à l’incorporation de leur génome en un plus grand génome d’un organisme multicellulaire. Donc, chaque ancien organisme aurait servi à créer une nouvelle lignée de cellules spécialisées dans l’organisme multicellulaire. Ce genre de relation co-dépendante entre espèces est observable à travers la nature. Par contre, cette théorie pose aussi un certain problème. Le mécanisme par lequel les génomes séparés des deux anciens individus pourraient fusionner pour créer un nouveau génome reste encore un mystère. Aucun mécanisme pouvant décrire ce genre de phénomène n’a été découvert à travers les organismes multicellulaires. Même si la symbiose a déjà été observée au fil de l’évolution (mitochondries chez les eucaryotes, chloroplastes chez les cellules végétales), elle est extrêmement rare et improbable. De plus, dans les exemples cités ci-dessus, chaque élément a retenu une certaine distinction du génome primaire. Ainsi, nous savons que la mitochondrie a son propre génome codant ses propres protéines.

### La théorie de la cellularisation syncytiale
Cette théorie  dicte qu’un seul organisme unicellulaire avec plusieurs noyaux aurait pu développer une membrane interne autour de chaque noyau. Plusieurs protistes tels que les ciliés  et les moisissures (slime molds) peuvent avoir plusieurs noyaux. Ceci appuie la théorie proposée. Par contre, les noyaux présents chez les ciliés ont chacun une fonction spécifique (exemple du macronoyau et du micronoyau). Le processus de différenciation et de formation d’un organisme multicellulaire à partir d’un syncytium n’a jamais encore été observé. Donc, pour valider cette théorie, il faudra trouver un organisme vivant dans lequel ce phénomène se déroule.

### La théorie coloniale
Cette théorie fut proposée par Ernst Haeckel, un scientifique allemand, en 1874. Haeckel est aussi connu pour avoir popularisé la théorie selon laquelle l’ontogénie récapitule la phylogénie (théorie maintenant invalidée). Cette théorie veut que la symbiose de plusieurs organismes de la même espèce (vs plusieurs organismes de différentes espèces dans la théorie symbiotique) a mené à la formation des organismes multicellulaires. Selon la définition de la multicellularité, il y a une exigence d’une différenciation cellulaire, donc les « colonies », selon cette définition, ne peuvent être considérées comme des organismes multicellulaires. Par contre, certains scientifiques ne s’entendent pas sur la manière de définir un organisme multicellulaire. Il y a donc, place à interprétation. Cette théorie est appuyée par le fait que nous avons déjà observé ce genre de phénomène. Lors d’un manque de ressources, l’amibe Dictostelium a tendance à se regrouper entre individus en colonies qui bouge en tant qu’un organisme. Certaines amibes ont alors tendant à légèrement se différencier l’un de l’autre. Il est parfois difficile de différencier des colonies de protistes (tel les amibes) des vrais organismes multicellulaires, car les deux concepts ne sont pas distincts. Certains colonies sont alors décrites comme étant pluricellulaires à la place de multicellulaires.

### La théorie synzoospore
Certains auteurs suggèrent que l’origine de la multicellularité, chez les métazoaires, s’est produite lors d’une transition de la différenciation cellulaire d’un mode temporel à un mode spatial. Au lieu de changer de forme et de structure à travers le temps, les cellules ont changé à différents endroits en même temps, créant ainsi des cellules différenciées. Cette théorie est appuyée par le fait que plusieurs organismes unicellulaires contiennent les gènes qui sont responsables du développement, de la différenciation cellulaire, l’adhésion cellulaire ainsi que l’adhésion cellule-matrice chez les métazoaires. Ainsi, avec la présence de ces gènes, il est possible que différents phénotypes cellulaires soient produits en même temps pour ainsi faire place à des cellules à différents rôles.

### La théorie GK-PID
En janvier 2016, certains scientifiques ont découvert que la mutation mineure d’un gène codant la molécule GK-PID il  y a environ 800 millions d’années aurait donné la capacité à certains organismes de s’adapter et de passer vers une multicellularité. Cette molécule sert à réguler l’orientation du cytosquelette  en liant plusieurs protéines motrices du microtubule dans divers taxons chez les animaux. La mutation a servi à changer la capacité de la protéine à se lier aux protéines de marqueurs corticales. Ce changement a radicalement changé sa fonction, conférant une capacité essentielle chez plusieurs cellules animales à se lier entre elles.

### Le rôle des virus dans l’apparition de la multicellularité
Deux gènes servant un rôle crucial dans la différenciation de tissus multicellulaires ont été identifiés chez les virus. Ces deux protéines sont la Syncytin et  la protéine EFF1. Cette dernière a été prouvée à aider à la formation de la peau chez C. elegans. Elle agit en liant les cellules entre elles. Ainsi, le fait que ces deux protéines sont d’origine viral suggère que le génome d’un virus, donc le virus en soi, aurait pu  avoir un rôle important à jouer dans l’apparition de la multicellularité. Leur rôle dans la communication intercellulaire aurait donc été crucial.

### Bénéfices
En voyant le nombre de fois que la multicellularité est apparue, il est évident qu’elle doit avoir un avantage par rapport aux organismes unicellulaires. Le premier avantage découle de la taille de l’organisme. En étant simplement plus grand que les organismes unicellulaires, les organismes peuvent soit mieux se défendre des prédateurs, soit mieux se nourrir en tant que prédateurs. De plus, chez certaines colonies de Volvox, les colonies filles, au lieu d’être exposées et en danger, sont protégées à l’intérieur de la colonie mère. La multicellularité confère donc un avantage à protéger ses congénères dans le but de mieux propager l’espèce en tant que tel. Un autre facteur important procurant un avantage chez les organismes multicellulaires est le stockage de ressources.  Par exemple, chez les algues, le phosphate est souvent un facteur limitant de la croissance. Les grandes algues multicellulaires possèdent un avantage, car elles peuvent stocker tout phosphate en excès dans le liquide de la matrice extracellulaire. D’autres nutriments tels que les minéraux, les ions et l’eau peuvent être emmagasinés.  De plus, des organismes de plus grande taille, tels que les colonies d’algues, ont plus de chances d’être ramassées et dispersées par des vecteurs tels que des oiseaux. Ceci permet une dispersion plus efficace et confère une habileté accrue à coloniser de nouvelles eaux. Finalement, la différenciation  des cellules et leurs spécialisations permettent à chaque cellule d’accomplir le rôle qui leur est assigné de manière plus efficace. Ceci est un des plus grands avantages par rapport à l’unicellularité,.

### Adaptations nécessaires à la multicellularité

#### Interactions avec les microbes
Dès que les êtres vivants sont devenus multicellulaires, ils ont dû socialiser avec les microbes, premiers occupants de la planète, et établir avec eux un état de commensalisme, voire de symbiose à travers notamment des microbiotes (l'homme peut ainsi être considéré comme un hybride primate-microbes). Les systèmes gouvernant la gestion de ces interactions, qui sont nés de l'adaptation de mécanismes parmi les plus fondamentaux du développement, ont été remarquablement conservés au cours de l'évolution, de l'insecte aux primates supérieurs.

### Contraintes
La multicellularité ne confère pas seulement des avantages aux organismes. Si cela était le cas, les organismes unicellulaires ne pourraient pas survivre en compétition avec eux. Il y a certains coûts associés à la vie multicellulaire. Plusieurs cellules perdent des capacités vitales. Par exemple, chez Volvox, la majorité des 50 000 cellules formant la colonie sont des cellules spécialisées somatiques stériles. Elles ont perdu la capacité de se reproduire. Ces cellules doivent compter sur le peu de cellules germinales de la colonie qui ont encore une capacité reproductive. Deuxièmement, il faut se pencher sur le coût de la réorganisation du cytosquelette dans le but d’accommoder la vie multicellulaire. Chez Volvox, pour garder l’intensité lumineuse reçue optimale pour photosynthéthiser, une certaine position cellulaire est favorisée chez les cellules de la colonie. Le maintien de cette position requiert un coût énergétique (due au mouvement du flagelle chez les cellules individuelles). Par contre, il existe une incompatibilité entre la division cellulaire coloniale et la motilité chez une cellule. Il y a donc compétition pour acquérir le meilleur positionnement pour optimiser la photosynthèse. Tout cela est pour démontrer que le coût de la spécialisation et de la différenciation cellulaire peut être élevé et donc, la multicellularité ne peut se développer chez tout organisme en tant que tel. Seuls les organismes pouvant accommoder les coûts sauront bénéficier des multiples avantages que confèrent la vie multicellulaire.

## Conséquences évolutives de la multicellularité
La vie multicellulaire est un des changements évolutifs qui a le plus affecté la vie sur terre. Premièrement, l’apparition de la multicellularité a permis aux organismes de coloniser des endroits qui n’auraient jamais été accessibles à des êtres unicellulaires. L’abondance de la vie spécialisée et adaptée à leur environnement provient du fait que des animaux multicellulaires ont développé la capacité de s’adapter plus facilement qu’un organisme unicellulaire. Ceci inclut des endroits extrêmes où les êtres unicellulaires n’auraient aucune chance de survie tels que les déserts, le continent de l’Antarctique, etc. Deuxièmement, en lien avec le premier point, la capacité adaptative des organismes multicellulaires est due à la variation du taux de mutation. Ce taux varie parmi les taxons différents et les organismes à haut taux ont une capacité adaptative plus élevée que les organismes avec un génome relativement stable. À la suite de cela, les organismes multicellulaires ont évolué une longévité de vie beaucoup plus longue que les organismes unicellulaires. Chez les bactéries et autres organismes unicellulaires, nous mesurons d’habitude la vie de l’organisme en jours et semaines. Chez les organismes multicellulaires plus complexes, tels les mammifères, la durée de vie se mesure maintenant en années, voir décennies. La spécialisation de chaque cellule à accomplir son travail, le développement d’un épithélium protecteur qui sépare l’intérieur de l’organisme de l’extérieur ainsi que la coordination de toute activité dans le but de garder l’homéostasie ont permis aux organismes multicellulaires de survivre plus longtemps et d’acquérir une longévité accrue.

## Retours à l'unicellularité
Chez les animaux, le Cancer est décrit comme une perte de la multicellularité et une régression vers un état unicellulaire ancestral. De nombreux gènes responsables de la mise en place de la multicellularité animale, et dont l’origine évolutive remonte à celle des métazoaires, sont dérégulés dans les processus cancéreux, notamment des gènes contrôlant la signalisation cellulaire, l’adhésion et la différentiation cellulaire,.
- Mammifères :
  - [21]
  - [22]
- Bacteria :
  - [23]